# Ghiandole piloriche
Nell'anatomia umana le ghiandole piloriche sono una forma di ghiandole che si trovano nella regione antrale e pilorica dello stomaco.

## Anatomia
Tali ghiandole sono di forma tubulare ramificata e lunghe, terminano nel sottomucosa. Sono caratterizzate da un unico elemento cellulare. Le ghiandole contengono cellule G e cellule mucose.

## Funzioni
Le cellule G secernono gastrina, mentre le cellule mucose secernono muco.